# تاپیا د کاساریگو
تاپیا د کاساریگو دهستانی در استان آستوریاس اسپانیا است.
در این دهستان ۴٬۳۵۸ نفر زندگی می‌کنند. مساحت این دهستان ۶۵٫۹۹ کیلومتر مربع است.